# Kubányi Endre
Hybbei Kubányi Endre (Perlő, 1893. október 18. – Budapest, 1983. augusztus 29.) sebészorvos, egyetemi tanár, az orvostudományok doktora (1959).

## Élete
Kubányi Endre főerdőtanácsos és Kriváczky Emma (vagy Krivachy Emma[forrás?]) fiaként született. Az első világháborúban harctéri szolgálatot teljesített. Orvosi tanulmányait a Budapesti Tudományegyetemen végezte, ahol 1918-ban orvosdoktori oklevelet szerzett. 1918–1921 között a budapesti I. sz. Sebészeti Klinikán id. Verebélÿ Tibor, 1922–1933 között Bakay Lajos asszisztense volt előbb Pécsett, majd a budapesti II. sz. Sebészeti Klinikán. Amerikai tanulmányútján (1923) a vérátömlesztés kérdésével foglalkozott; onnan visszatérve, 1924-ben Pécsett megszervezte a klinika véradószolgálatát, és megjelentette a Vérátömlesztés (Pécs, 1926) c. művét, amelyet több nyelvre lefordítottak. 1933–1938 között főorvos a budapesti Madarász utcai Gyermekkórház sebészeti osztályán, ahol 1935-ben létrehozta az első hazai véradóközpontot. 1938–1970 között a Szent Rókus Kórház sebészeti osztályának főorvosa. A Simmonds-féle betegség hipofízisátültetéssel történő gyógyításával foglalkozott; első eredményeit az Orvosképzés 1942. évfolyamaiban közölte, s e témakörben készített tudományos filmjét 1947-ben nemzetközi díjjal tüntették ki. További kutatási területe volt a trigeminusneuralgia sebészeti kezelése; 104 operált eset tanulságait összegző monográfiája Trigeminusneuralgie címen (Bécs–Innsbruck, 1956) jelent meg. Megkapta a Balassa-érem (1969) kitüntetést.

## Főbb művei
- Vérátömlesztés (Pécs, 1926)
- A rákbetegség korai felismerése (Budapest, 1934)
- Transplantation von Mensch auf Mensch aus dem Lebendem und aus der Leiche (Bern, 1948)
- Az arteriocarotis communis resectiója (Budapest, 1958)

## Díjai, elismerései
- Munka Érdemrend (1958)[7]
- Balassa-érem(wd) (1969)
- Munka Érdemrend arany fokozata (1970)[8]